# James B. Weaver
James Baird Weaver (Dayton, 12 de junio de 1833 - Des Moines, 6 de febrero de 1912) fue un político estadounidense, miembro de la Cámara de Representantes de los Estados Unidos y dos veces candidato a la presidencia de los Estados Unidos. 

## Biografía
Nacido en Ohio, se mudó junto a sus padres al Estado de Míchigan en 1835, para después establecersen en Iowa, en un granja cerca de Bloomfield. Entró a estudiar Derecho en Bloomfield en 1853 y en abril de 1856 se graduó de la Facultad Derecho de Cincinnati (Hoy parte de la Universidad de Cincinnati). Tras haber sido admitido al Colegio de Abogados el mismo año, comenzó a ejercer en Bloomfield.
Después de servir en el Ejército de la Unión en la Guerra Civil Americana, donde alcanzó el grado de General de Brigada, trabajó para la elección de candidatos republicanos en Iowa. Después de varios intentos infructuosos de nominaciones republicanas para varios cargos, y de sentirse insatisfecho con el ala conservadora del partido, en 1877, Weaver se cambió al Partido de los Billetes Verdes (Greenback Party), que defendía el aumento de la oferta monetaria y la regulación de las grandes empresas. Como miembro de ese partido con apoyo demócrata, ganó la elección a la Cámara en 1878.
El Partido de los Billetes Verdes lo nominó para presidente en 1880, pero recibió solo el 3,3 por ciento del voto popular. Fue nuevamente elegido para la Cámara en 1884 y 1886. En el Congreso, trabajó para la expansión de la oferta monetaria y para la apertura del territorio indio al asentamiento blanco. A medida que el Partido de los Billetes Verdes se desmoronaba, surgió un nuevo tercer partido, el populista Partido del Pueblo. Weaver ayudó a organizar el partido y fue su candidato a presidente en 1892.
Según Philip Jenkins Weaver se presentó a las elecciones presidenciales de Estados Unidos de 1892 «con uno de los programas más radicales que se hayan visto nunca en unas elecciones nacionales». En él se decía que Estados Unidos estaba al borde de la «ruina moral, política y material» y para remediarla se defendía la jornada de ocho horas, un impuesto progresivo sobre la renta y el control del gobierno sobre los servicios públicos. Asimismo se propugnaba la libertad de acuñación de moneda de plata, como una medida que elevaría los precios beneficiándose de ello los agricultores del Oeste, aunque perjudicaría a la industria y a la banca del Este por lo que los republicanos calificaron esta propuesta de «dinero blando» como «anarquista». Weaver consiguió más de un millón de votos populares, que supusieron el 8,5% del total, y 22 votos electorales.
Tras su relativo fracaso en las elecciones de 1892, los populistas se aliaron con los demócratas y Weaver los acompañó, promoviendo la candidatura de William Jennings Bryan para presidente en 1896, 1900 y 1908. Después de servir como alcalde de Colfax (Iowa), Weaver se retiró de la política y se dedicó a trabajar como historiador. Murió en Des Moines, capital de Iowa, en 1912.